# Chascanum hanningtonii
Chascanum hanningtonii là một loài thực vật có hoa trong họ Cỏ roi ngựa. Loài này được (Oliv.) Moldenke mô tả khoa học đầu tiên năm 1934.